# Jardin botanique de l'université de Samara
Le jardin botanique de l'université nationale de Samara (en russe : Ботанический сад Самарского государственного университета, Botanitcheski sad Samarskogo gossoudarstvennogo ouniversiteta) est un jardin botanique situé à Samara (Russie), au bord de la Volga. C'est le seul de la région de la Moyenne Volga à posséder une serre chaude. Il a été fondé le 1er août 1932 à l'initiative de V. I. Smirnov (directeur de l'institut, devenu plus tard université de Samara) pour permettre l'apprentissage de la conservation de la nature de la Moyenne Volga aux étudiants.
Il est divisé actuellement en quatre départements d'études: celui de la flore, celui de la dendrologie, celui de l'horticulture, celui des plantes tropicales et subtropicales et celui des plantes agricoles. La collection du jardin botanique comprend trois mille espèces, dont plus de huit cents sont des arbres. Le jardin s'étend sur 40 hectares, dont 21 hectares pour le dendrorium et 4 hectares pour la zone expérimentale.

## Historique
Le jardin botanique prend son origine dans la collection du marchand Borchev, amateur de plantes exotiques, qui avait fait planter le parc de son domaine d'essences rares au début du XIXe siècle. Les premiers arbres plantés furent trois épicéas bleus originaires d'Amérique du Nord. La propriété a été nationalisée, lorsque la propriété privée a été abolie en Russie bolchévique en 1918. Ce sont les professeurs Smirnov (professeur à l'institut de Samara) et Terekhov (botaniste) qui sont à l'initiative de l'ouverture de ce jardin en 1932 et de son aménagement. Il possède le statut de monument naturel depuis 1977 et de territoire naturel protégé depuis 1995.
Aujourd'hui, le jardin botanique de Samara est en rapport avec 230 jardins botaniques dans le monde, pour l'échange de semences. Il mène des travaux de recherches scientifiques pour l'amélioration des arbres en vue de l'aménagement des espaces verts en ville. Les trois premiers épicéas bleus du XIXe siècle ont aujourd'hui des descendants dans toute la ville, comme ceux que l'on peut voir le long des berges de la Volga. La zone des plantes à fleurs décoratives présente 778 sortes et espèces de 52 familles, dont une riche collection d'iris (134 taxons), de pivoines, d'hémérocalles, etc. Les roses sont représentées par 89 sortes.

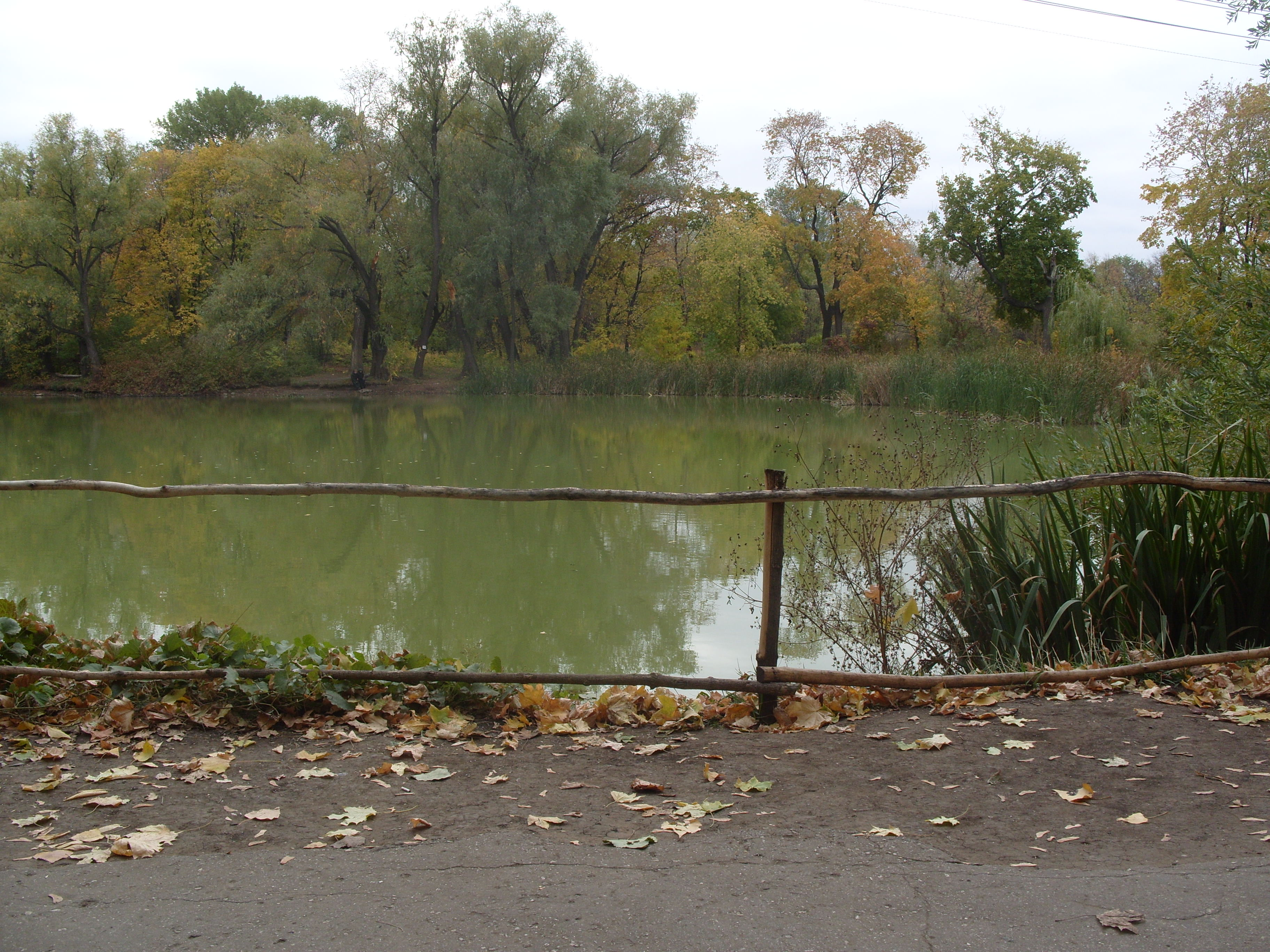
Vue d'un des deux étangs du jardin botanique

Une zone du jardin botanique aménagée en 1977 conserve des espèces menacées inscrites au livre rouge de Russie (environ 140 sortes), dans le but de l'étude de leur propagation dans leur milieu naturel. Il possède deux étangs d'environ un hectare au total. Une colline de six mètres de haut présente une exposition de plantes typiques des monts Jigouli.
Le jardin botanique de Samara n'est pas uniquement réservé aux étudiants de l'université nationale de Samara, mais également à ceux des autres universités de la région (médecine, études vétérinaires, technikum agricole, etc.) Plus d'une centaine d'excursions scientifiques leur sont organisées chaque année, dans le cadre de l'obtention de leurs diplômes.
La serre chaude actuelle du jardin botanique date de 1935-1936 et abrite 1 200 espèces (113 familles et plus de 360 genres) de plantes méditerranéennes tropicales ou subtropicales, etc., sur 1 200 m2. Les plantes tropicales et subtropicales sont représentées par plus de 800 taxons. Des figuiers, grenadiers, caféiers, goyaviers, avocatiers, et toute sorte de Citrus, etc. y donnent des fruits. Des citronniers et l'espèce Murraya paniculata y fleurissent même pendant la période de repos végétal de l'hiver.
Le jardin et sa serre chaude sont visités annuellement par environ douze mille personnes en moyenne.

## Notes et références

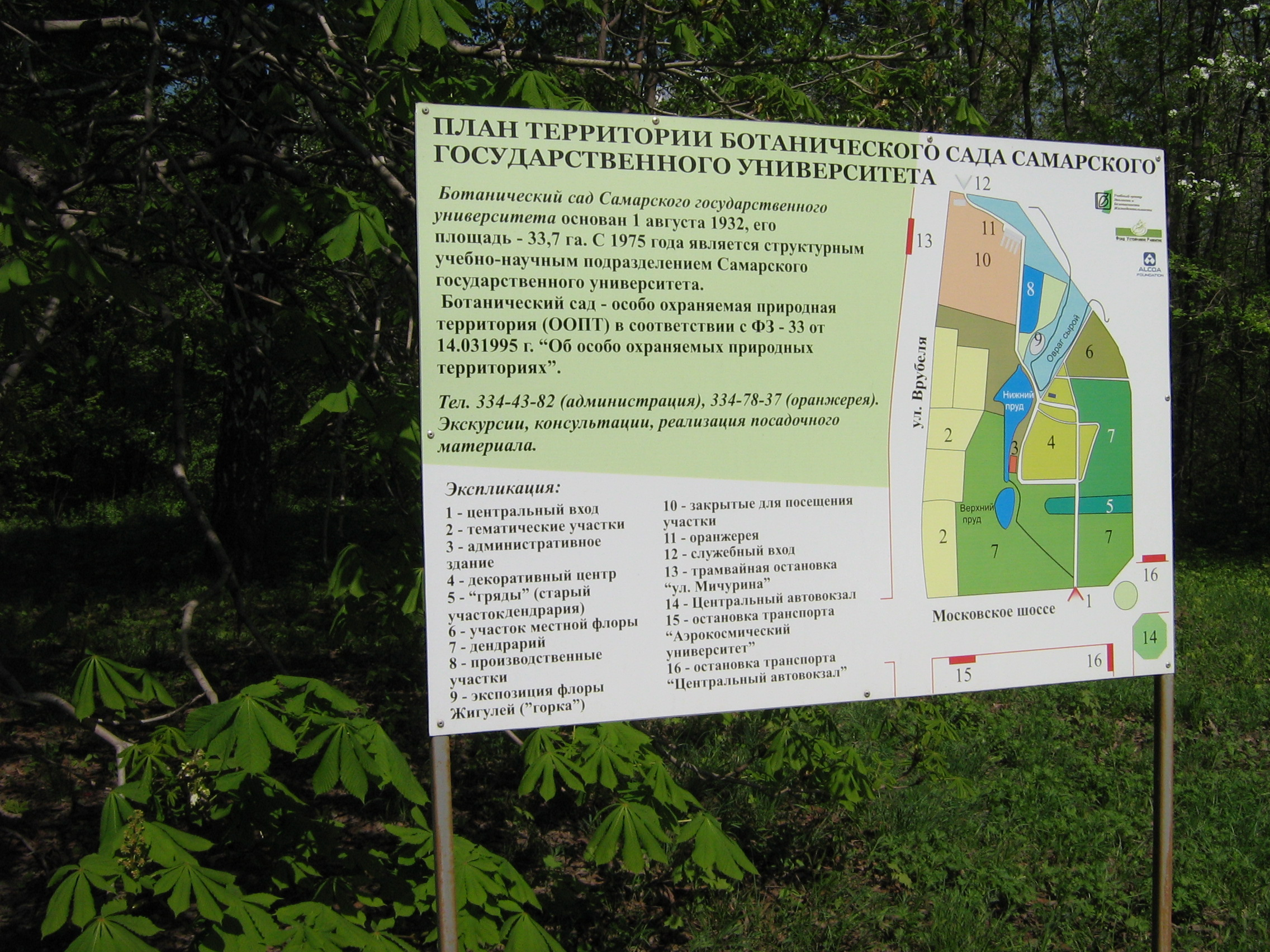
Plan du jardin botanique de l'université nationale de Samara

## Source
- (ru) Cet article est partiellement ou en totalité issu de l’article de Wikipédia en russe intitulé « Ботанический сад СамГУ » (voir la liste des auteurs).